# Tokhariens
Les Tokhariens ou Agno-Koutchéens sont un peuple d'Asie centrale de langue indo-européenne habitant l'actuelle région autonome du Xinjiang en Chine occidentale, depuis la protohistoire jusqu'au Ier millénaire. Leur civilisation a été redécouverte lors d'expéditions archéologiques au début du XXe siècle mais demeure méconnue. Ces expéditions, menées par l'Anglais Aurel Stein, les Allemands Albert Grünwedel et Albert von Le Coq, le Français Paul Pelliot, ainsi que par des Russes et des Japonais, ont également permis la découverte de ruines et de grottes qui ont livré un grand nombre d'informations sur les Tokhariens de l'époque bouddhique (Ier millénaire).
L'étude des momies du Tarim, datant des IIe et Ier millénaires av. J.-C., a  montré qu'elles n'avaient pas de lien plausible avec les Tokhariens.

## Nom
La dénomination « Tokhariens » apparaît au IIe siècle av. J.-C., chez les auteurs grecs : Τόχαροι / Tókharoi est un ethnonyme attesté chez Strabon puis chez Ptolémée pour désigner un peuple de Bactriane, à l'ouest du Pamir ; ce qui explique pourquoi la Bactriane du premier millénaire de notre ère est souvent appelée « Tokharistan » (parfois « Tokharestan » dans les textes français). Or un texte en langue turque qualifie la « langue A » de twqry (tuğrı). L'interprétation de ce mot est difficile, mais Friedrich Müller l'a rapproché à tort du nom des Tokhares de Bactriane, pensant que ces Tokhares parlaient la « langue A », d'où le nom qu'elle a reçu.
Le terme « tokharien » était en effet appliqué au koutchéen parce qu'il était commode d'appeler les locuteurs des « langues A » et « B » par un terme unique. Grâce aux textes koutchéens, on sait que les anciens habitants de la région de Koutcha s'appelaient eux-mêmes Koutchinnié ou « Koutchéens » (kuśiññe dans leur langue, au singulier). Le nom actuel de la ville de Koutcha est donc l'un des rares vestiges des langues tokhariennes. Dans cette région, se trouvait le plus important royaume du bassin du Tarim, de loin le plus peuplé, que l'on peut appeler le Koutchi. Le tokharologue Douglas Q. Adams a estimé qu'au VIIe siècle, avec les États vassaux, il était d'une superficie égale au Népal et qu'il comprenait dans les 450 000 habitants, soit autant que l'Angleterre à la même époque.
Les locuteurs de la langue A étaient-ils vraiment des Tokhares ? Était-ce le même peuple qui vivait dans la région de Karachahr et en Bactriane ? L'incertitude de la réponse pousse les études actuelles à remplacer le terme « tokharien » par le terme « agno-koutchéen ».
La dénomination « Yuezhi » (du 月氏, Yuèzhī apparaît dans les chroniques chinoises qui les appellent aussi « Ròuzhī » (chinois : 肉氏 ; litt. « carnassiers ») et les décrivent comme « un peuple très puissant qui vit à l'ouest du Gansu, surtout dans la région de Dunhuang, en nomades guerriers combattant à cheval, avec des arcs ». Dans les textes chinois, sa capitale était appelée Yiluolu. La circonférence de cette ville était d'un peu moins de 10 kilomètres.

## Origines et apparentements

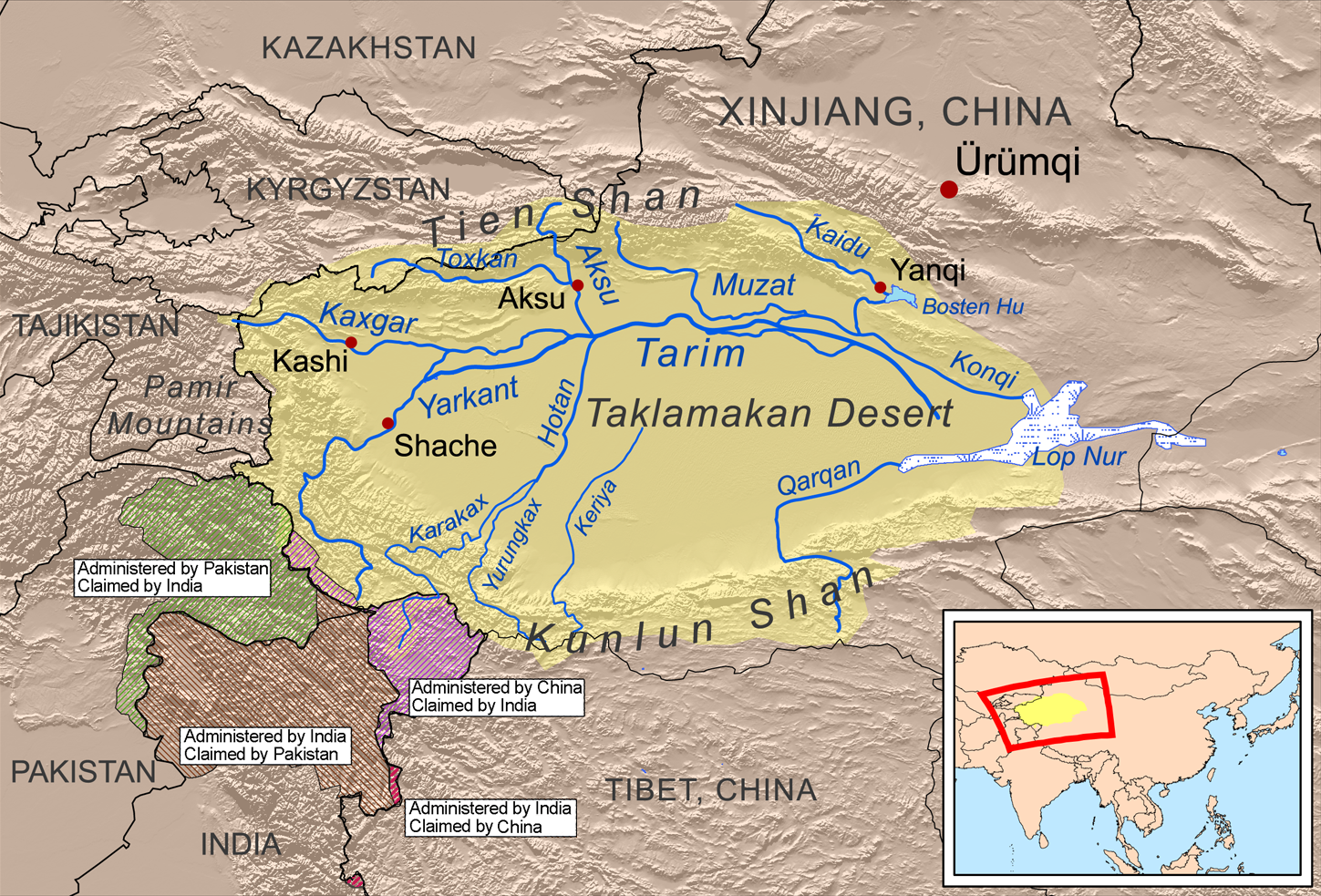
Le bassin du fleuve Tarim, avec le désert du Taklamakan et son voisinage géopolitique.

Les Tokhariens ont quitté le territoire originel indo-européen, situé en Steppe pontique, en 3400 avant notre Ère. Les premiers Tokhariens sont probablement assimilés à la culture d'Afanasievo de la Sibérie du Sud et du Kazakhstan septentrional (environ 3200 à 2500 ans avant notre ère). En dépit de leur localisation asiatique, Tokhariens et Indo-Iraniens ne montrent pas de relation étroite au sein des Indo-Européens : les premiers font partie du groupe centum comme les langues indo-européennes d'Europe occidentale, tandis que les seconds font partie du groupe satem d'Europe orientale, d'Asie occidentale et de l'Inde du Nord, et il en est de même sur le plan génétique. Une étude génétique publiée en 2019 portant sur des individus datant d'environ 2 200 ans et ayant été découverts sur le site Shirenzigou de l'âge du fer au nord-est du Xinjiang, montre que parmi les populations d'ascendance ouest-eurasienne, les populations de steppe liées à la culture Yamna ou d'Afanasievo sont la source la plus probable des individus étudiés.
Un débat existe concernant le fait que les Yuezhi des sources chinoises soient bien les « Tokhariens » des sources grecques. Ce lien reliant les Yuezhi aux Agno-Koutchéen » est admis par de nombreux spécialistes, bien qu'elle ne soit pas certaine[réf. nécessaire]. En 1966, le sinologue Edwin G. Pulleyblank a fourni plusieurs arguments pour prouver que les Yuezhi parlaient une langue tokharienne. Des arguments, qui n'étaient pas connus quand le tokharien était en cours de déchiffrement, sont venus appuyer sa thèse, notamment la découverte à  Dunhuang, à l'extrémité orientale du bassin du Tarim, un texte chinois où il est écrit que le royaume agnéen qui se trouve entre Koutcha et Tourfan, était « Yuezhi ». Cela donne une dimension tout à fait différente aux Tokhariens : ils n'étaient pas seulement des sédentaires vivant dans les oasis du bassin du Tarim mais aussi des guerriers nomades capables de conquérir de vastes territoires. Il est certain que l'empire des Yuezhi jouissait d'un prestige immense, un peu comme celui, ultérieur, des Mongols, mais les Chinois ont commencé à parler de lui quand il s'était déjà effondré, donc on sait peu de choses sur cet empire.

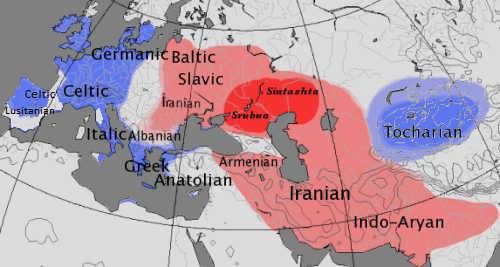
Carte diachronique montrant les groupes centum (bleu) et satem (rouge) des langues indo-européennes. Le tokharien fait partie du groupe centum qui, initialement, formait un continuum, avant la « satemisation » apparue dans la steppe eurasiatique.

Selon les sources chinoises, les Yuezhi ont été vaincus au IIe siècle av. J.-C. par les Xiongnu, des nomades originaires de Mongolie. Une grande partie des Yuezhi a alors quitté leur région d'origine pour s'installer en Bactriane et fonder l'Empire kouchan.

## Langues

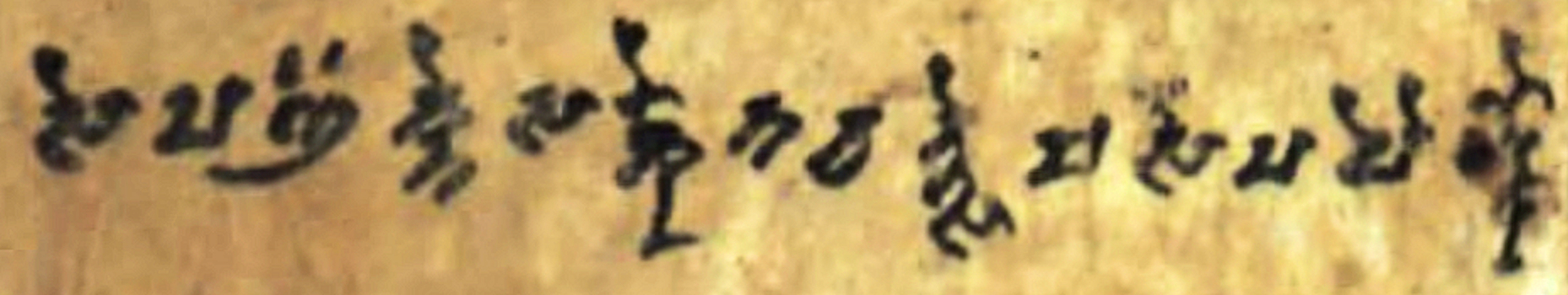
Inscription en tokharien, vers 245-340.

D'anciens écrits chinois mentionnent les Yuezhi mais on n'y trouve aucune indication sur la langue qu'ils parlaient. Ce sont les découvertes du XXe siècle qui ont révélé qu'elle était indo-européenne : le tokharien est une langue centum comme le germanique et le grec ancien avec lesquels il partage beaucoup d'éléments de son lexique, tandis que du point de vue morphologique, il s'apparente à l'italo-celtique. Par ailleurs, les variétés de tokharien que nous connaissons se distinguent des autres langues indo-européennes par leur caractère archaïque affirmé. Le linguiste Sylvain Lévi s'est particulièrement intéressé aux langues tokhariennes à travers leurs manuscrits, dont le koutchéen, au début du XXe siècle. L'originalité linguistique des Tokhariens tend donc à montrer l'ancienneté de leur présence dans le bassin du Tarim et la précocité de leur séparation avec les autres langues centum.
Ces données confirment en outre que les langues tokhariennes, aujourd'hui disparues, sont liées à la culture Yamna. Les langues Arshi et Koutchi (ou Arśi-Kuči) donnent quelques indications sur le passé de ces peuples, « séparés si tôt des autres Indo-Européens qu'il faut songer [... à] la première moitié du IV-e millénaire [avant notre ère] ». « Un élément intéressant est que les Arśi-Kuči, après avoir quitté le groupe initial dont ils faisaient partie (avec les Germains, Italo-Celtiques, Macro-Baltes), ont voisiné avec les ancêtres des Anatoliens, comme le prouve tout un vocabulaire commun [...]. Puis ils ont voisiné, et même cohabité, avec les ancêtres des Grecs, comme le révèle l'abondance et la précision des isoglosses qui unissent ces langues. En particulier, il y existe un mot, d'origine non indo-européenne, pour le « roi ». [...] Les Arśi-Kuči ont quitté les steppes européennes certainement bien avant le IIe millénaire avant notre ère » ».

## Territoire

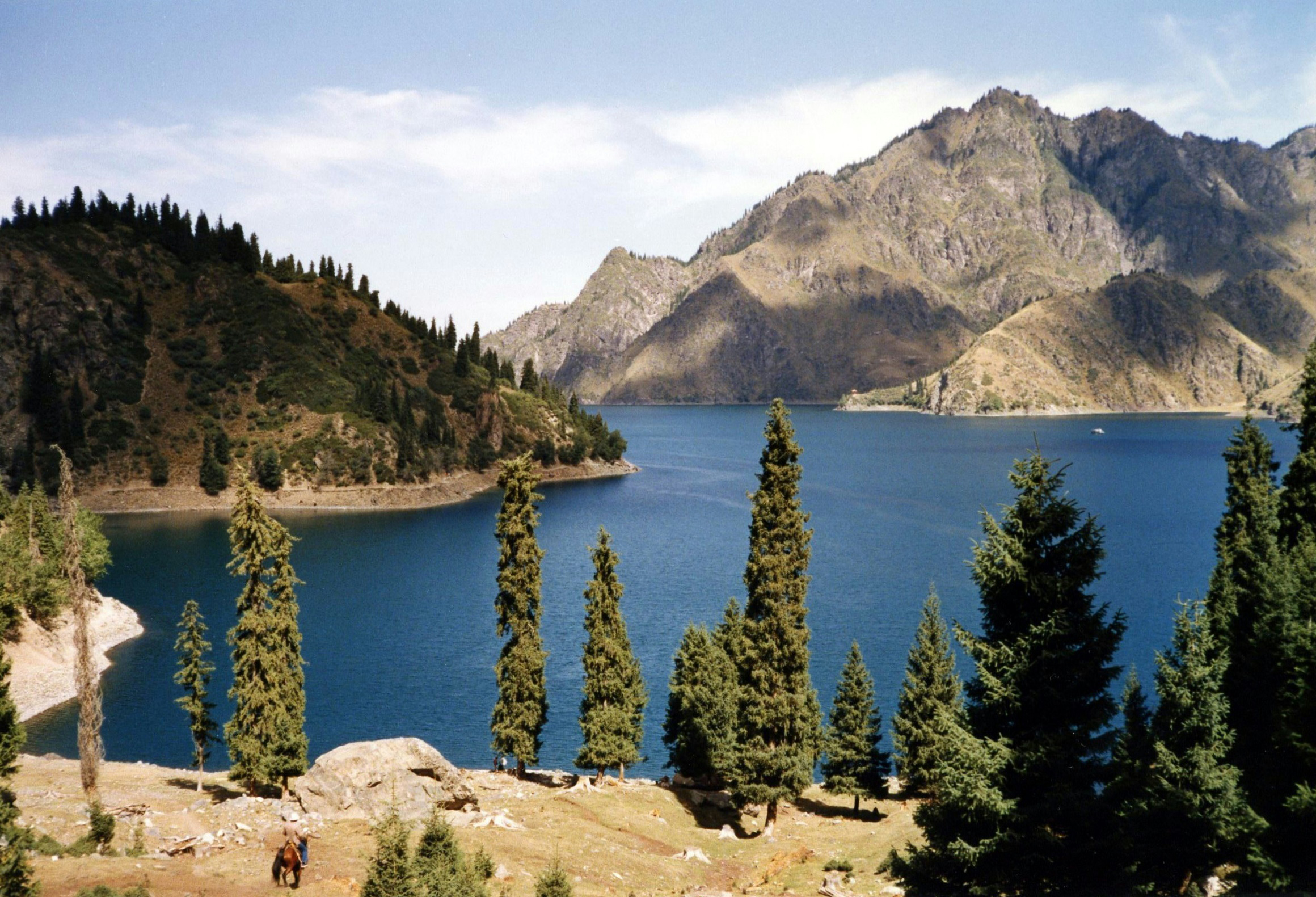
Lac Tianchi, Xinjiang.

Les Tokhariens du bassin du Tarim vivaient dans un territoire bordé au nord par les Monts Célestes (Tian Shan en chinois), au sud par les massifs du Kunlun et de l'Altyn-Tagh, à l'ouest par le Pamir. Le centre de ce bassin est occupé par le désert du Taklamakan et communique à l'est avec le désert de Gobi mais les cours d'eau desséchés, les anciennes oasis dont il reste des bois semi-fossiles et les traces archéologiques montrent que le climat n'était pas aussi sec au temps des Tokhariens. Dans sa partie orientale, se trouve le Lob Nor : un marais aujourd'hui salé dont la superficie s'est aujourd'hui beaucoup réduite.
La population se concentrait dans les oasis du nord du bassin du Tarim. On y trouve aujourd'hui, d'est en ouest, les villes de Hami, de Tourfan, de Karachahr, de Koutcha, d'Aksou et de Kachgar qui correspondent à d'anciens royaumes. Il n'y a que rarement eu d'État unifié dans cette région, à cause de sa grande étendue et de la difficulté de voyager d'une oasis à une autre. Des royaumes étaient aussi présents au sud du bassin mais, au cours du premier millénaire, ils ont périclité, victimes de l'avancée du désert.
La route de la soie passait par le bassin du Tarim et les Tokhariens ont tiré des bénéfices du commerce qui s'y déroulait, mais ils jouissaient aussi de la fertilité de leurs terres : au sujet du royaume de Koutch, le célèbre moine chinois Xuanzang, parti en Inde durant l'été 629 pour étudier le bouddhisme dans le pays d'origine de cette religion, a écrit : « Le sol est favorable au millet rouge et au froment. Il produit, en outre, du riz de l'espèce appelée gengtao, des raisins, des grenades et une grande quantité de poires, de prunes, de pêches et d'amandes. On y trouve des mines d'or, de cuivre, de fer, de plomb et d'étain »[réf. souhaitée]. Au sud de Karachahr, se trouvaient des mines d'argent utilisée pour battre monnaie.
Peu après l'an 400, un autre voyageur chinois, Zhimeng, écrit « dans la ville de Koutcha, il y a de hautes tours et des pavillons à plusieurs étages. Ils sont décorés d'or et d'argent ». Les Chinois étaient éblouis par la magnificence du palais royal, dont les salles étaient « grandes et imposantes et enrichies de langgan, d'or et de jade ». Le langgan serait une variété de jade rouge, que les populations du bassin du Tarim livraient aux Chinois dès l'Antiquité. De toutes ces resplendissantes cités, il ne reste que fondations enfouies dans le sable et détectables seulement au lidar. Bien plus que le déclin de la route de la soie, c'est l'assèchement climatique et l'épuisement des ressources naturelles qui ont entraîné le déclin du bassin du Tarim.

## Disparition

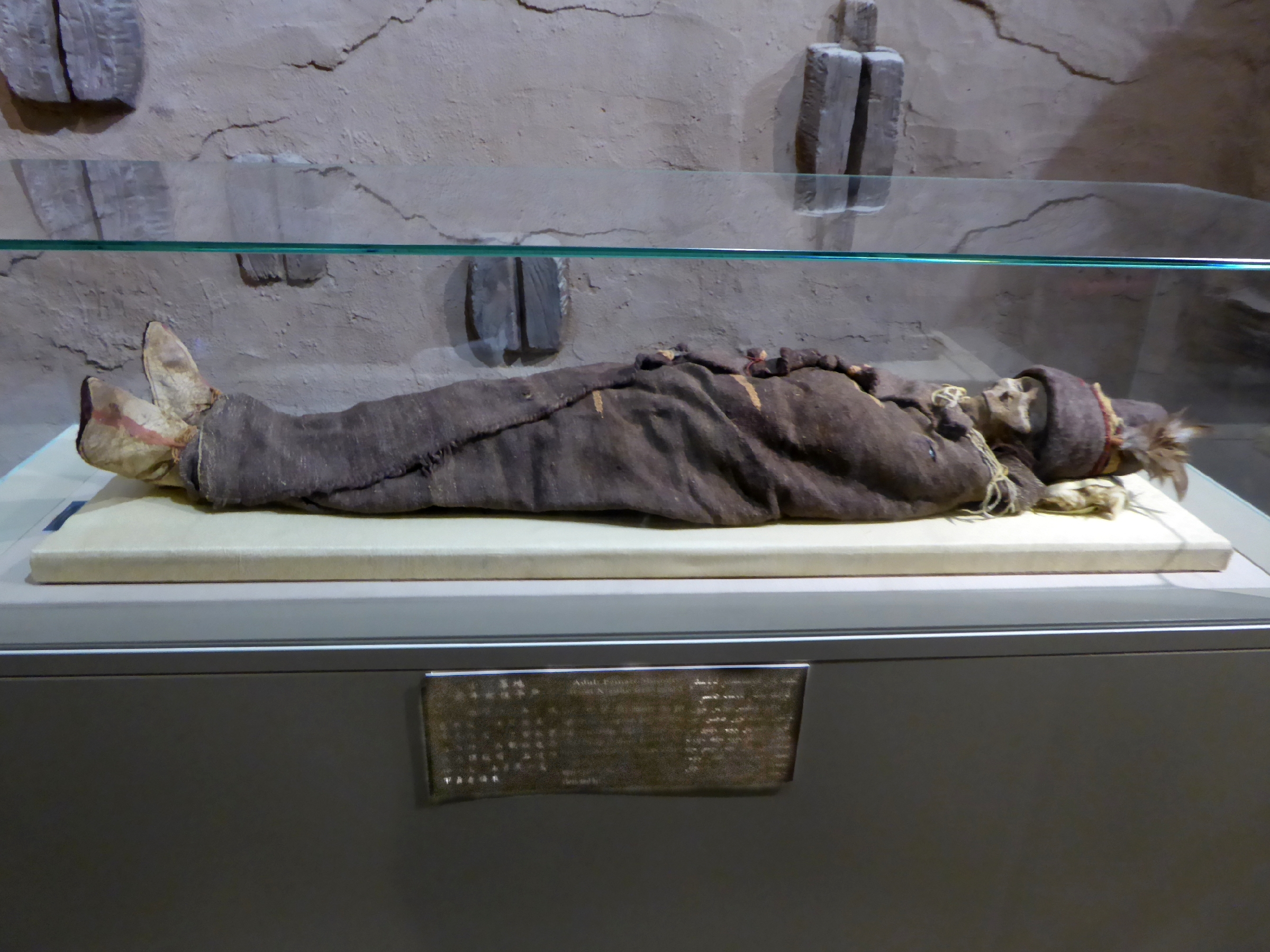
L'une des momies du bassin du Tarim, musée du Xinjiang.

Dans la seconde moitié du Ier millénaire de notre ère, la culture tokharienne, constituée par la langue, la coexistence du bouddhisme et du nestorianisme, et un art pariétal caractéristique, disparaît. 
À la place des Tokhariens s'installent des peuples turcophones (dont le royaume ouïghour de Qocho, 843-1300) venus de Mongolie orientale et de Sibérie, chez lesquels coexistent bouddhisme et tengrisme, ensuite islamisés. 
La cause de cette transformation est toujours discutée.
En comparant l'ADN des momies tokhariennes à celle des Ouïghours turcophones qui peuplent aujourd'hui la région du Tarim, depuis le IXe siècle, l'équipe de Victor Mair a trouvé quelques similitudes génétiques avec les momies, mais « pas de liens directs »[réf. souhaitée]. Cela a été confirmé par l'équipe de C. Lalueza-Fox, qui conclut que « ceci suggère que l'héritage génétique du mouvement vers l'est de la Préhistoire européenne a été effacé par des expansions asiatiques ultérieures, et n'a donc apporté presque aucune contribution génétique aux actuels Asiatiques. Si une émigration des Tokhariens a eu lieu autour du IXe siècle, il est possible que ce soit vers le Sud-Ouest, vers le pays des anciens Kouchans, actuels Tadjikistan et Afghanistan, régions restées jusqu'à nos jours de langues indo-européennes. Une telle disparition peut être liée aux mêmes processus démographiques qui ont entraîné l'extinction de la langue tokharienne ».